# Kingdom Hearts II
Kingdom Hearts II (キングダムハーツII) es un ARPG desarrollado por Square Enix y publicado por la misma empresa y Buena Vista Games para la consola PlayStation 2. Es la secuela directa de Kingdom Hearts: Chain of Memories. Apenas un mes después de su salida logró vender más de un millón de copias en Norteamérica, convirtiéndose en el segundo juego más vendido del año 2006.
Esta secuela incorpora varias novedades, como la posibilidad de fusionarse con los miembros del equipo, permitiendo portar dos armas a la vez, así como nuevos enemigos, los Incorpóreos. Además se presentan varios mundos nuevos, que se suman a varios de los ya conocidos en Kingdom Hearts, como Coliseo del Olimpo, Atlántica, Ciudad de Halloween, o Bastión Hueco.
El juego es también, hasta el momento, la única entrega de la serie Kingdom Hearts que ha sido doblado en español.

## Juego

### Argumento
El juego comienza con Roxas, un chico de quince años que aparentemente vive una vida normal en Villa Crepúsculo con sus amigos. Mientras investiga con sus amigos unos extraños robos, descubre a unas criaturas que lo siguen llamados Incorpóreos y a una misteriosa chica llamada Naminé. Tras un encuentro con Axel, un miembro de la Organización XIII, Roxas descubre que solo es el cascarón que se formó cuando Sora se convirtió en Sincorazón (al intentar liberar el corazón de Kairi). Al descubrir a Sora en la cápsula en la que se quedó dormido un año, DiZ, un extraño personaje, le dice que es su destino unirse a Sora. Roxas acepta unirse a él diciendo que sus vacaciones terminaron, Sora despierta y junto a Donald y Goofy continúan su búsqueda del Rey y Riku, sin recordar nada de lo que pasó antes de quedarse dormido. Volvió a recordar a Kairi olvidando completamente a Naminé, mientras que Kairi (un año mayor) recuerda vagamente a sus amigos. Sora vuelve a recorrer los mundos de Disney volviendo a sellar las cerraduras que se habían abierto. Durante su aventura encuentran al Rey Mickey y a Riku, pero la organización Xlll secuestra a Kairi junto con Pluto. Naminé logra salvarla y esta desaparece volviéndose a unir a Kairi.
Sora acaba con la organización uno a uno pero cuando Axel se suicida para proteger a Sora, Roxas despierta en lo más profundo de Sora y pelea contra él. El Incorpóreo casi acaba con Sora, pero un descuido hace que Sora gane y Roxas vuelva a unirse a él. Finalmente llegan hasta el último miembro de la organización, Xemnas, mientras, Donald, Goofy, Kairi y el rey escapan al mundo de la luz dejando a Sora y a Riku peleando contra Xemnas. Después de una dura pelea, Xemnas es aniquilado y Sora y Riku escapan llegando a una playa sin salida. Riku y Sora deciden quedarse ahí pero una botella con una carta llega a Riku, quien se la da a Sora. Esa carta era la que Kairi había escrito intentando recordar a Sora. Mientras la lee, la puerta a la luz se abre enfrente de ellos. Sora se levanta, tendiéndole la mano a Riku,y se dirigen hacia la puerta. Sora y Riku aparecen en Islas del Destino, donde los demás les reciben. Sora le devuelve a Kairi el amuleto que le hizo y juntos ríen (mientras sus Incorpóreos lo hacen interiormente). Luego llega una carta que los tres amigos leen. A partir de ese momento se acaba la historia, dejando el tema de la carta abierto.

### Nave Gumi
En esta entrega se vuelven a introducir los pequeños minijuegos basados en el manejo de la nave Gumi; sin embargo, destacan importantes mejoras con respecto a su versión anterior en Kingdom Hearts, haciendo de este minijuego, muy criticado en la anterior versión por su bajo nivel de gráficos y su escasa jugabilidad, algo mucho más entretenido y divertido.
Entre las mejoras producidas destacan las siguientes:
- La velocidad ha aumentado considerablemente.
- Existe la posibilidad portar al lado de la nave gumi 1 o 2 mininaves gumi que sirven de ayuda durante el trayecto.
- Nuevas y mejoradas naves enemigas, que deben ser disparadas varias veces, dependiendo siempre del tipo de nave, antes de ser derrotadas.
- Un amplio repertorio de naves predefinidas por el juego, con nuevas características y ataques especiales.
- El sistema de construcción de naves gumi se hace mucho más variado y flexible, con un gran número de nuevos bloques y un sistema de construcción de naves Gumi.
- El ambiente y el escenario son mucho más complejos y variados. El trayecto unidireccional de la primera entrega cambia por uno en el que la nave es capaz de girar en todas direcciones.
- Un gran número de extras y objetos ocultos en cada fase.
- Un nuevo sistema de puntuación.
- Se abren las misiones, de distinto nivel, que permite volver a jugar una misma fase pero con distintos objetivos.
- Puedes hacer tu propia nave Gumi y ponerle lo que quieras.

## Kingdom Hearts II Final Mix
Kingdom Hearts II Final Mix es una reedición del videojuego Kingdom Hearts II, desarrollado por Square Enix, que incluye nuevos extras.
Sus novedades más destacables son:
- Nuevas escenas y diálogos.
- Nuevos lugares para visitar.
- Una nueva fusión para Sora llamada Limit Form (Forma Suma).
- La aparición de los nuevos enemigos hongos con traje de la Organización XIII.
- Un nuevo final secreto, Fate of the unknown o Destino de lo desconocido.
- Nuevos y distintos sidequests.
- Nuevo modo de dificultad más difícil: Critical Mode (Modo crítico).
- Nuevo enemigo secreto, Lingering Spirit, la armadura de Terra.
- Posibilidad de luchar contra los miembros de la Organización XIII derrotados en Chain of Memories.

El juego fue lanzado sólo en Japón el 29 de marzo de 2007 junto con Kingdom Hearts Re:Chain of Memories en un pack llamado Kingdom Hearts II Final Mix+. 
Como características especiales; disco DVD de capacidad 4,7GB para PlayStation 2 en formato NTSC-J, con las voces en inglés y textos en japonés.
Salió en 2014 en Occidente en el recopilatorio Kingdom Hearts HD 2.5 ReMIX.